# 彼得伯勒站

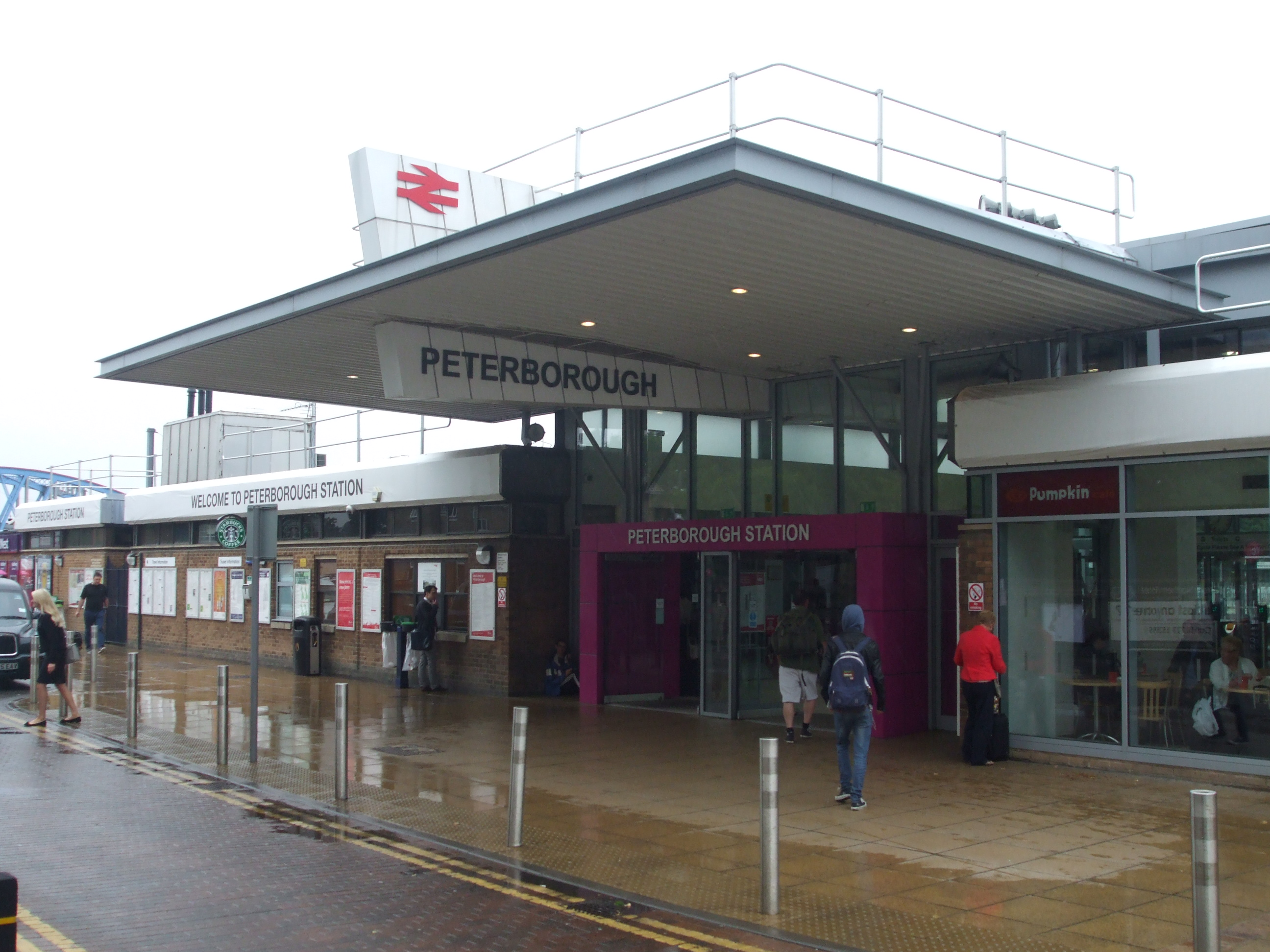
車站出入口

彼得伯勒站（英語：Peterborough railway station）是英國英格蘭劍橋郡城市彼得伯勒的一座鐵路車站，位於東海岸主線上，距倫敦國王十字車站以北76.5公里。彼得伯勒車站由東海岸公司管理。